# اللبسة
اللبسة هي قرية داخلية في إمارة أم القيوين بدولة الإمارات العربية المتحدة، وفيها موقع مضمار اللبسة لسباق الهجن.

## سباق الهجن
تعتبر المنطقة الخصبة حول لبسة موقعًا لمعسكرات ومزارع واسعة النطاق للإبل، يديرها عدد من عمليات التربية والسباق. وتوجد فيها تنمية زراعية واسعة النطاق، وتعد لبسة موقعًا لمسلخ جهاز أبو ظبي للرقابة الغذائية، وهو أحد المرافق العديدة المماثلة في الإمارات. تقام سباقات الهجن في لبسة عادةً في عطلات نهاية الأسبوع، طوال أشهر الشتاء الباردة. في عام 2017، استضاف المسار الذي يبلغ طوله 4 كيلومترات النسخة السادسة من مهرجان محمد بن زايد لسباقات الهجن العربية، وهو حدث سنوي يقام تحت رعاية، الشيخ محمد بن زايد آل نهيان، ويتناوب الحدث سنويًا، وقد اطلق في عام 2012 في رأس الخيمة، ثم أم القيوين (2013)؛ الشارقة (2014) ورأس الخيمة (2015 و2016). وتضمن الحدث الرياضي التراثي، الذي أقيم على مدى خمسة أيام اعتباراً من 8 يناير 2017، 125 سباقاً.

## الموقع
تقع لبسة على حدود أم القيوين/الشارقة وعلى جانب الشارقة يوجد أيضًا موقع موقف سيارات حكومة الشارقة.

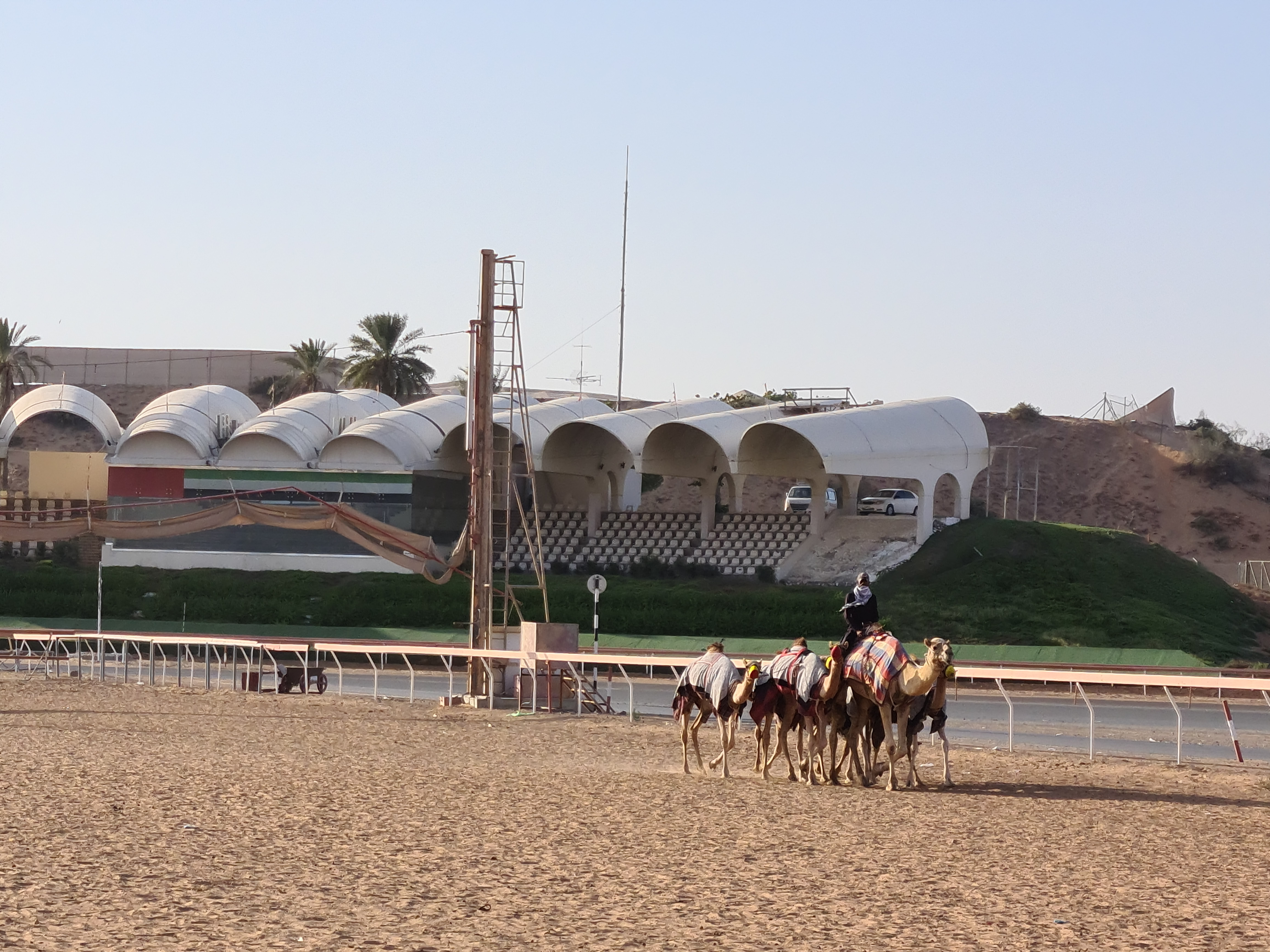
مدرج السباق في مضمار اللبسة للهجن
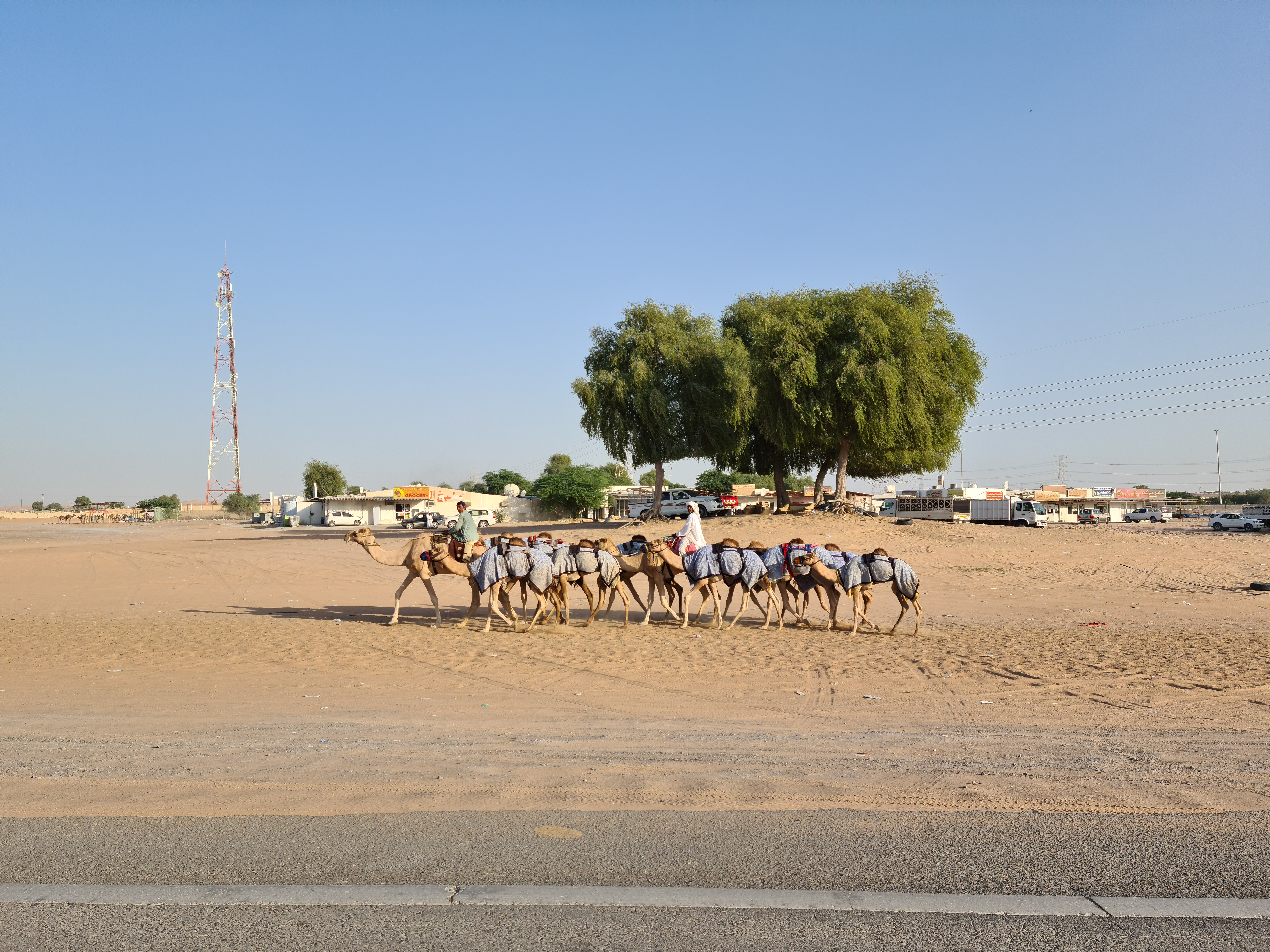
قرية اللبسة
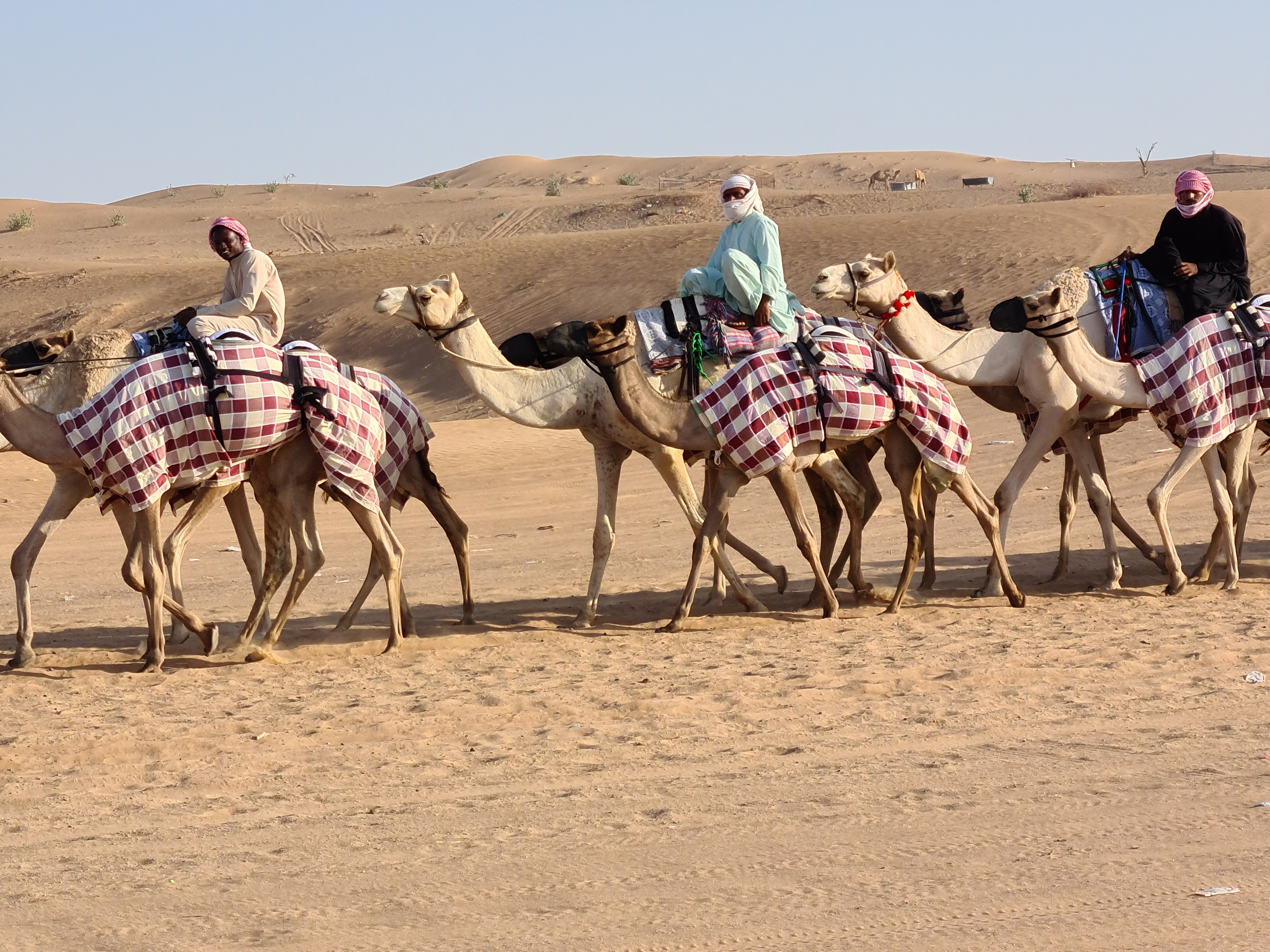
الإبل تحت التدريب في مضمار سباق اللبسة